# Alex Azar
Alex Michael Azar II (Johnstown, 17 giugno 1967) è un politico statunitense, segretario della salute e dei servizi umani nella prima amministrazione Trump dal 2018 al 2021.

## Biografia
Azar nasce a Johnstown da Lynda Zarisky e Alex Azar Sr., medico di origini libanesi specializzato in oftalmologia e insegnante al Johns Hopkins Hospital. In piena età adolescenziale frequenta la Parkside High School di Salisbury, nel Maryland e nel 1988 si laurea con il massimo dei voti in economia alla Dartmouth College. Nel 1991, si laurea anche in giurisprudenza presso la Yale University.
Dopo gli studi di giurisprudenza, dal 1991 al 1992, lavora come impiegato di legge presso la Corte d'Appello degli Stati Uniti per il quarto circuito. Inoltre, dal '92 al '93 ha lavorato anche come archivista del giudice della Corte Suprema Antonin Scalia. Dal 1994 fino al 2001 passerà molti periodi della sua carriera a ricoprire ruoli giuridici come consulente indipendente associato per Kenneth W. Starr presso l'Ufficio degli affari legali degli Stati Uniti, dove i suoi primi due si sono concentrati sullo scandalo Whitewater.
Nel novembre 2017 viene indicato come nuovo segretario della Salute dal presidente Donald Trump, dopo le dimissioni dell'allora segretario Tom Price. Il 24 gennaio 2018 il Senato conferma la sua nomina con 55 voti favorevoli e 43 contrari, entrando in carica il 29 gennaio successivo.